# Psammotettix rudis
Psammotettix rudis är en insektsart som beskrevs av Alexander Fyodorovich Emeljanov 1972. Psammotettix rudis ingår i släktet Psammotettix och familjen dvärgstritar. Inga underarter finns listade i Catalogue of Life.